# Naturkundemuseum Zhejiang
Das Naturkundemuseum Zhejiang (浙江自然博物馆,  Zhèjiāng Zìrán Bówùguǎn) ist ein Naturkundemuseum in Hangzhou, Provinz Zhejiang, Volksrepublik China. Es wurde 1929 gegründet. In einem im August 2009 neu bezogenen Gebäude befinden sich etwa 130.000 Ausstellungsobjekte zur biologischen Evolution.

## Geschichte des Naturkundemuseums Zhejiang
1929 fand in Hangzhou die „Ausstellung am Westsee“ statt, welche Abteilungen für aquatische Produkte, Pflanzen, Tiere, Insekten, Edelsteine, Bergbauprodukte und einen Zoo umfasste. Die Ausstellung weckte großes Interesse, so dass die Provinzregierung aufgrund einer Petition zum Verbleib der museumstauglichen Ausstellungsobjekte das „Westsee-Museum“ (Xīhú Bówùguǎn 西湖博物馆) gründete. Der spätere Direktor des Museums, Dong Yumao, begann dann damit, systematisch aus Fujian, Guangdong, Shandong und Qinghai botanische Ausstellungsobjekte beschaffen zu lassen. Er forcierte einen internationalen Austausch von Exponaten. Während des Antijapanischen Krieges gelang es Dong Yumao und seinen Kollegen Zhong Guoyi, Qian Huixin, Kang Meiye und Gu Jianyi während mehrfacher Migrationen die naturkundlichen Objekte, Bücher und die Ausstattung des Museums für die Nachwelt zu erhalten.
Zum Neubeginn nach Gründung der VR China wurde der Name geändert in „Zhejiang-Museum“ (Zhèjiāng Bówùguǎn 浙江博物馆). 1984 wurde die naturkundliche Abteilung unter dem heutigen Namen „Naturkundemuseum Zhejiang“ verselbständigt. Nach großen finanziellen Problemen und mangelnder Akzeptanz in der Öffentlichkeit wurde 1984 ein Gebäude zur Unterbringung der Objekte und für die wissenschaftliche Arbeit errichtet. 1998 folgten die Räumlichkeiten für die Ausstellung. Durch Einbettung der Restrukturierung in die gesellschaftspolitischen Zielsetzungen gelang es, das Museum als kooperatives Modell im öffentlichen Bewusstsein zu verankern, so dass es möglich wurde, 2009 das Museum in einem neuen Gebäude zu eröffnen.

## Funktionen und Kontakte

### Tätigkeit innerhalb Chinas
Das Naturkundemuseum Zhejiang ist innerhalb seiner Funktion auf Provinzebene tätig. Außerdem kooperiert es mit Museen innerhalb und außerhalb der Provinz, vor allem mit Museen auf Ebene der Städte und Kreise und mit Naturschutzgebieten, indem es diese Museen mit Ausstellungsobjekten versorgt, die Präsentationen plant und die Ausstellungsführer trainiert. Bisher wurden innerhalb und außerhalb der Provinz über 100 Wanderausstellungen betreut. So wurde 1987 und 1988 in fünf Provinzen „Chinesische Öl- und Aquarellmalerei“ präsentiert – eine Museumsausstellung mit dem inhaltlichen Schwerpunkt auf Darstellung der Natur. 2001 wurde innerhalb der Feiern zum 50. Jahrestag der friedlichen Befreiung Tibets „Die geheimnisvolle Hocheben im Norden Tibets - Ausstellung über Forschungsergebnisse zur Natur und den natürlichen Ressourcen“ durchgeführt, welche von der Deputation der Zentralregierung, der lokalen Führungseben und den Massen hohe Anerkennung erhielt. 2008 wurde als Dependanz des NMZ das „Museum des Nationalen Naturschutzgebietes Tianmu Shan“ eingerichtet, womit die Möglichkeiten zur pädagogischen Präsentation durch das NMZ wesentlich erweitert wurden.

### Internationale Kontakte
Zu Zeiten der Museumsgründung bestand ein Austausch mit Japan und Australien, der Schnabeltiere (Platypus), Kängurus, Paradiesvögel (Paradisaea apoda), den japanischen Riesensalamander und Königskrabben (Paralithodes camtschaticus) umfasste. Nach dem Bezug des eigenen Gebäudes wurden in Japan und anderen Ländern mit „Ausstellung chinesischer Fossilien“, „Das chinesische Festland vor 600 Mio. Jahren - Die alte Heimat der Dinosaurier, Fossilien aus Sichuan“, „Große Ausstellung der Dinosaurier des Jura-Zeitalters“, „Kontinent der Dinosaurier“ etc. insgesamt 7 Ausstellungen durchgeführt. 2004 wurden mit dem Dinosaurier-Museum der Präfektur Fukui enge freundschaftliche Beziehungen geknüpft. Das NMZ empfing etwa 60 ausländische Expertengruppen u. a. des „Museums für Naturwissenschaften in Taichung“, des „Zentralmuseums der Präfektur Chiba“ (Japan), der „Universität Soongsil“ (Korea), des „American Museum of Natural History“, der „Holländischen Akademie der Wissenschaften“, der „Deutschen Glasmanufaktur“ (?) und der „Russischen Akademie der Wissenschaften“. Etwa 100 Delegationen aus den Bereichen Wissenschaft, Forschung und Feldforschung wurden nach Taiwan und in die Länder USA, Japan, Australien, Neuseeland, Deutschland, Finnland und die Schweiz entsandt. Zur Förderung der Erforschung besonderer Bereiche in Kooperation mit ausländischen Museen wurden folgende Projekte durchgeführt: In Kooperation mit dem „Museum für Naturwissenschaften in Taizhong“ die Bestandsaufnahme und Erforschung der Seemöven im Bereich der Zhoushan-Inseln; mit dem japanischen „Dinosaurier-Museum der Präfektur Fukui“ und der „Montana State University“ im Bereich der offenen Feldforschung, der Ausgrabung von Dinosauriern, der Fossilienforschung, der Ausbildung der Studenten und dem Training des professionellen Personals.

## Ausstellungsräume und Exponate
Die nachfolgend beschriebenen Ausstellungsräumlichkeiten sind als Panoramafilm zugänglich.
1. Die sehr großzügige Eingangshalle.
2. In der zweiten Halle werden Fossilien von Seelilien, versteinerte Bäume, das Skelett eines Grauwals und Beispiele von Haien gezeigt. „Lautlos erzählen sie vom Mysterium und der Großartigkeit des Lebens. So beginnt Ihre Forschungsreise in die Entwicklung der Natur und des Lebens.“
3. Die Erde ist bisher der einzige stellare Ort, von dem die Menschheit weiß, dass es dort Leben gibt. Das hemisphärische Bild zeigt die geomorphologischen Veränderungen in 4,6 Mrd. Jahren, darunter den frühesten liquiden Zustand der Erdkugel und die Bildung der Erdkruste durch Abkühlung bis zur Entstehung der „Blauen Erde“.
4. Für die Erforschung und das Verstehen der Erde sind das Wissen über Mineralien und Gestein der Erdschichten grundlegend. Daher befinden sich anschließend an die Ausstellungshalle kleine Kabinette, in denen zahlreiche Metalle und Gesteine gezeigt werden. Dabei befinden sich auch multimediale Installationen zur Information und zu interaktivem Lernen, als wesentliche Informationspunkte für die Besucher.
5. Das Leben ist im Meer entstanden. Der Entwicklungsschritt des Lebens, aus dem Wasser auf das Land zu kommen war sehr bedeutend. In dieser Szene wird gezeigt, wie Flora und Fauna das feste Land besiedelten.
6. In einem kleineren Raum werden hier hinter Glasfenstern versteinerte Amphibien und Reptilien gezeigt.
7. Die Umgebung der Dinosaurier in Sichuan in der Periode des Jura und der Cretaceous-Periode in Zhejiang in Form von Panorama-Schaubildern.
8. Ausgestellt sind hier die versteinerten Skelette von Dinosauriern und Säugetieren, der gefiederte Dinosaurier vom Emei-Berg, der „Drache von Lixian“ und weitere versteinerte Skelette von Dinosauriern.
9. Im Bereich des Treppenaufgangs befindet sich eine große, geomorphologische Karte der Provinz Zhejiang. Im Ausstellungsbereich des dritten Stocks befinden sich zwei Ausstellungshallen. In der Halle auf der linken Seite wird die Lebensumwelt seltener Lebewesen gezeigt, in der Halle rechts wird die grüne Umwelt Zhejiangs gezeigt. (Ein Teil der Exponate sind das Ergebnis von Besucher-Workshops).

## Anschrift und Lage
Der Eingang des NMZ befindet sich in einem gesonderten Gebäude rechts vom „Zhejiang World Center“ und ist zugänglich vom Westlake Cultural Plaza aus. Die Entfernung zum Westsee beträgt etwa 6 km. Durch öffentliche Verkehrsmittel gut zu erreichen.
- Öffnung täglich außer montags von 9 bis 17 h.
- Eintritt frei.
- No. 6 Westlake Cultural Plaza, Hangzhou, Zhejiang, China
- PLZ 310014
- Telephon: 0571-85395152[3]